# Filosofía de la técnica
Filosofía de la técnica, es una categoría algo más amplia que la usual Filosofía de la tecnología. Filosofía de la técnica remite a la génesis misma de la técnica, noción anterior a la de tecnología. En este sentido habría que entender "tecnología" como la técnica resultante de la simbiosis entre ciencia y técnica, lo que especialmente ocurre a partir de la segunda mitad del siglo XX, como consecuencia de la incursión de las grandes corporaciones en la investigación científica, y consecuentemente la creación de un nuevo modelo de científico asalariado.
Pareciera que "tecnología" remite a la sofisticación de la técnica, sobre todo a partir de la informática. Una técnica con base científica sería una tecnología. Sobre la base de esta distinción, puede comprenderse que "filosofía de la tecnología" apunta a trabajar los conceptos emergentes de esta nueva y sofisticada técnica.
"Si no sabemos en todo momento a donde vamos, puede resultar útil saber de donde venimos". Eso es lo que intenta descubrir la ciencia de la filosofía y la historia de la filosofía, ofreciendo las explicaciones y las soluciones que dieron los grandes pensadores de la historia de la humanidad, a cuestiones como esa.
Sin embargo hay otras interpretaciones que permiten retomar la categoría de "Filosofía de la técnica" como aquella que elabora y reflexiona sobre los conceptos de todas las técnicas sin distinción. Para Gilbert Simondon, filósofo francés que vivió entre 1924 y 1989, es conveniente usar el término "tecnología" siguiendo su etimología: "estudio o conocimiento de la técnica". De este modo técnica y tecnología no son nociones de una misma clase; la tecnología sería el estudio de las técnicas. Sostiene Simondon: "La filosofía debe fundar la tecnología, que es el ecumenismo de las técnicas, porque para que las ciencias y la ética puedan encontrarse en la reflexión, hace falta una unidad de las técnicas...", es decir que la filosofía necesita de una unidad de las técnicas, la tecnología, para reflexionar sobre las ciencias y la ética. La filosofía de la técnica incluye también la reflexión sobre la tecnología en tanto estudio de todas las técnicas. si